# Prière universelle

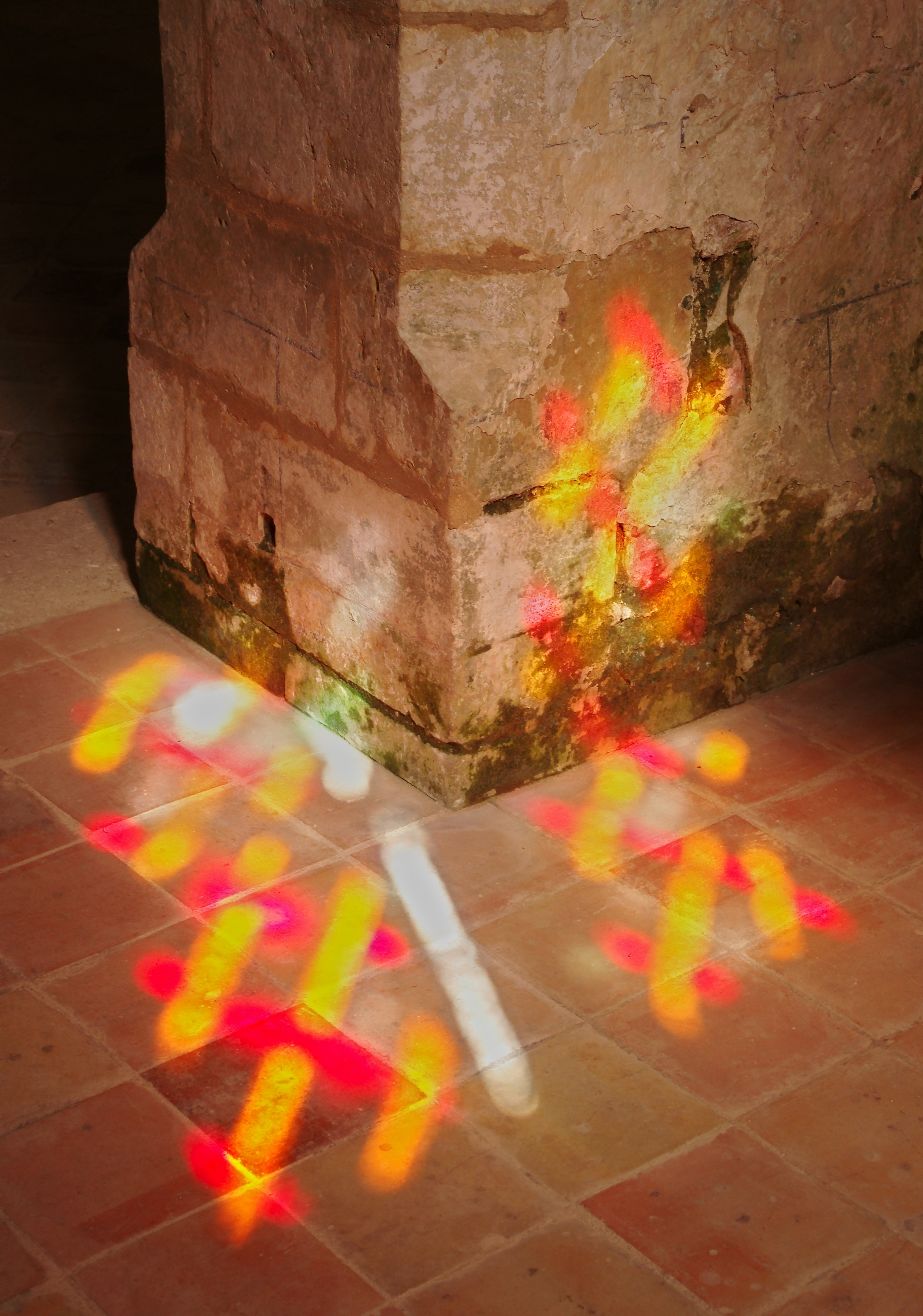
Lumière des vitraux dans une église.

La prière universelle est une prière d'intercession qui a lieu pendant la messe dans la plupart des Églises chrétiennes : catholique, orthodoxe, luthérienne ou anglicane. Par cette prière, l'assemblée fait monter vers Dieu une supplication en faveur de l'Église, de ses pasteurs, de ses fidèles, mais surtout en faveur du monde, de ses dirigeants, et des besoins de tous les êtres humains. Elle est universelle, car les intentions qui s'y trouvent concernent le monde entier et non la seule assemblée.

## Histoire
La prière universelle trouve son origine dans la liturgie juive, elle-même enracinée dans les Écritures. Elle est attestée par Justin de Naplouse et Augustin d'Hippone. Au IVe siècle, le rite romain comportait un ensemble de neuf prières solennelles d'intercession, maintenant réservées au Vendredi saint.

## Catholicisme
Dans le catholicisme, la prière universelle clôt la liturgie de la Parole. Sa forme actuelle a vu le jour à la suite du deuxième concile du Vatican. Elle provient d'une distinction introduite entre la messe avec peuple (cum populo) et la messe sans peuple (sine populo).
Elle comprend en général quatre intentions :
- pour les nécessités de l’Église catholique ;
- pour les affaires publiques et le salut du monde ;
- pour ceux qui souffrent ;
- pour la communauté locale (présents et absents).

Elle est précédée d'une introduction par le prêtre (appelée aussi monition), et suivie par une conclusion par le prêtre.